# 允禧

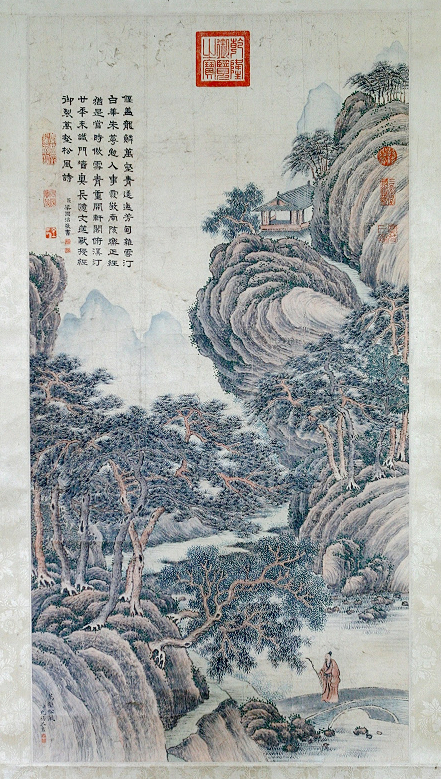
允禧绘《万壑松风图》（梁国治题跋）

允禧（穆麟德轉寫：yūn hi；1711年2月27日—1758年6月26日），原名胤禧，愛新覺羅氏，字谦斋，号紫噊，别号紫琼崖道人，康熙帝二十一子，封多羅慎郡王。善诗画。

## 生平
胤禧為熙嬪陳氏所生，康熙五十年正月十一出生，康熙五十九年（1720年），從幸塞外。雍正八年，封固山貝子，旋晉封為多羅貝勒。雍正十三年（1735年）十一月，高宗即位，封多羅慎郡王。能寫一手好字，史载“诗清秀，尤工画，远希董源，近接文徵明”，與鄭板橋等人有往來。乾隆二十三年（1758年）五月廿一，薨。乾隆二十四年（1759年）十二月，永瑢出繼為允禧孫。
《清史稿》有载：
慎靖郡王允禧，圣祖第二十一子。康熙五十九年，始从幸塞外。雍正八年二月，封贝子。五月，谕以允禧立志向上，进贝勒。十三年十一月，高宗即位，进慎郡王。允禧诗清秀，尤工画，远希董源，近接文徵明，自署紫琼道人。乾隆二十三年五月，薨，予谥。
二十四年十二月，以皇六子永瑢为之后，封贝勒。三十七年，进封质郡王。五十四年，再进亲王。永瑢亦工画，济美紫琼，兼通天算。五十五年，薨，谥曰庄。子绵庆，袭郡王。绵庆幼聪颖，年十三，侍高宗避暑山庄校射，中三矢，赐黄马褂、三眼孔雀翎。通音律。体孱弱。嘉庆九年，薨，年仅二十六。仁宗深惜之，赐银五千，谥曰恪。子奕绮，袭贝勒。道光五年，坐事，罚俸。十九年，夺爵。二十二年，卒，复其封。子孙循例递降，以镇国公世袭。
家有西园，含十二景。赐居承泽园（又名红桥别墅，其后由怡僖親王弘曉居住）。为画家扬州八怪之一郑燮的《板桥诗钞》作《紫琼崖道人郡王题词》。清宫廷西洋画家郎世宁曾为允禧作《八骏图》（和硕果亲王弘瞻题诗）。

## 家庭
- 妻妾

嫡福晉祖佳氏，佐領祖建器之女，祖大弼之曾孫女。雍正五年七月十八日，祖佳氏與皇四子弘歷嫡福晉富察氏、皇五子弘晝嫡福晉吳扎庫氏同日被迎娶入宮。宫廷曾給允禧準備過三四次成婚，前後相差五六年，允禧在迎娶祖佳氏前應曾擁有至少一位未娶成的福晉。
側福晉趙氏，頭等侍衛六格之女。
側福晉吳氏，吳勳臣之女。
側福晉關氏，員外郎博色之女。
- 子女

第一子，名弘昴，雍正六年戊申二月十一日酉时生，母侧福晋吴氏，乾隆七年壬戌九月二十六日亥时卒，年十五岁。
第二子，名弘旬，雍正九年辛亥三月初九日子时生，母侧福晋趙氏，乾隆十四年己巳七月二十六日丑时卒，年十九岁，未婚。
第一女，雍正五年丁未三月二十四日未时生，母为侧福晋赵氏，雍正九年辛亥十一月二八日申时卒，年五岁。
第二女，縣君，雍正十一年癸丑正月十一日丑时生，母为嫡福晋祖氏；系光緒三年（1877年）丁丑科进士、镶白旗宗室盛昱之外高祖母。乾隆九年甲子十二月，嫁喀尔喀札萨克多罗郡王桑齋多爾濟；縣君乾隆六十年乙卯二月初一日巳时卒，年六十三岁。
第三女，雍正十一年癸丑九月十四日亥时生，母为侧福晋赵氏，与第一女同母；女乾隆六年辛酉四月初四日申时卒，年九岁。

## 著作
- 《花间堂诗抄》8卷（自序；乾隆七年（1742），画家郑燮为之作跋）。
- 《紫琼岩诗抄》3卷（乾隆二十年，和硕果亲王弘瞻序；二十三年，乾隆帝第四子永珹序；慎郡王府幕客顾元揆（字端卿）跋）。
- 诗歌载沈德潜《 國朝詩别裁集》卷30、伊福纳《白山诗钞》卷一。

## 画作
- 《盘山十六景图》（奉乾隆帝旨意绘制）、《黄山三十六峰图》（有乾隆御题景诗）、《山庄清晓图》（1796，李锴题诗）、《秋庭夜坐图》等。
- 据统计，《石渠宝笈》收录允禧作品三十八件。

## 影視形象
- 宮鎖珠簾-陳曉
- 後宮甄嬛傳-康福震
- 延禧攻略-張彬
- 糊涂县令郑板桥-胡亚捷

## 延伸阅读
[在维基数据编辑]
 《清史稿/卷220》，出自趙爾巽《清史稿》
 在维基共享资源阅览影像

### 书目
| 允禧 慎郡王世系清聖祖世系的分支出生于：2月27日1711年逝世於：6月26日1758年 | 允禧 慎郡王世系清聖祖世系的分支出生于：2月27日1711年逝世於：6月26日1758年 | 允禧 慎郡王世系清聖祖世系的分支出生于：2月27日1711年逝世於：6月26日1758年 |
| 王室頭銜                                                                  | 王室頭銜                                                                  | 王室頭銜                                                                  |
| ------------------------------------------------------------------------- | ------------------------------------------------------------------------- | ------------------------------------------------------------------------- |
| 新頭銜                                                                    | 慎郡王 任職期間:1730年－1758年                                            | 繼任： 養孫質莊親王永瑢                                                   |